# Vanguard (Nigeria)
Vanguard es un periódico nigeriano de circulación diaria, publicado por Vanguard Media, con sede en Lagos. 
Vanguard Media fue fundada en 1983 por el periodista Sam Amuka-Pemu, junto con otros tres socios.  El periódico tiene una edición en línea.  El periódico es uno de los cinco periódicos considerados independientes del gobierno; el resto son Thisday, The Punch, The Sun y The Guardian.  El periódico fue suspendido en junio de 1990, por el coronel Raji Rasaki, gobernador militar del estado de Lagos. 
En diciembre de 2008, Pointblanknews.com con sede en Estados Unidos, publicó una historia que supuestamente involucraba a la esposa del editor de Vanguard en un asesinato ritual. El periódico se vio afectado en su circulación y llevó el caso del periodista a los tribunales, alegando que estaban intentando extorsionarlo. 
En diciembre de 2009, el periódico fue elogiado por informar sobre las intenciones del gobierno, que, según dijo, ayudó a persuadir a los militantes de que aceptaran la amnistía. 